# Чемоданов, Станислав Владимирович
Станислав Владимирович Чемоданов (Пустой шаблон {{ВД-Преамбула}} ) — российский хоккеист, нападающий.

## Биография
Воспитанник сведловского «Спартаковца», тренер Сергей Воробьёв. Выступал за команды «Кедр» Новоуральск (1992/93, 1995/96), «Автомобилист-2» / СКА-«Автомобилист-2» / СКА Екатеринбург (1992/93 — 1996/97), «Автомоилист» / «Спартак» Екатеринбург (1993/94 — 1996/97), «Спутник» Нижний Тагил (1993/94, 1998—1999, 2000—2001), «Металлург» Серов (1997/98), «Южный Екатеринбург» (2001/02).
В МХЛ и Суперлиге провёл 4 сезона, сыграл 138 матчей.